# Luba Mushtuk
Luba Mushtuk (en ruso: Люба Муштук; Leningrado, RSFS de Rusia, 	14 de noviembre de 1989) es una bailarina de salón y coreógrafa ruso-británica más conocida por ser una de las bailarinas profesionales en el programa de baile Strictly Come Dancing de la BBC.

## Primeros años
Mushtuk nació en Leningrado, RSFS de Rusia, actual San Petersburgo, Russia. Cuando tenía doce años se mudó a Italia para estudiar danza.

## Carrera

### Principios de carrera
Mushtuk ha sido cuatro veces ganadora del Campeonato Italiano de Baile y también es campeona del Abierto Italiano de Baile Latino. Quedó segunda en el Campeonato de Europa de 10 Bailes y fue finalista en el Campeonato de Europa Latino. Formo parte de la compañía de danza itinerante Burn the Floor, tanto en su recorrido en Broadway como en el West End.

### Strictly Come Dancing
En 2018, Mushtuk se unió al elenco de bailarines del programa de televisión británico Strictly Come Dancing, iniciando como bailarina de refuerzo a partir de la decimosexta temporada. Al año siguiente fue promovida a bailarina profesional para la decimoséptima temporada, teniendo como pareja al remero olímpico James Cracknell, siendo ambos la primera pareja eliminada de la competencia y finalizando en el decimoquinto puesto. En la decimoctava temporada formó pareja con el futbolista americano Jason Bell, quedando eliminados en la tercera semana y ubicándose en el undécimo puesto. Volvió a ser bailarina de refuerzo durante las siguientes dos temporadas, retornando para la vigesimoprimera temporada como bailarina principal y pareja del actor Adam Thomas, con quien llegó hasta la séptima semana y finalizó en el noveno puesto. Fue emparejada con el presentador Nick Knowles en la vigesimosegunda temporada, terminando ambos en el decimotercer puesto al ser la tercera pareja eliminada de la competencia.
Mushtuk también formó parte de varios especiales del programa. Entre sus participaciones estuvieron los especiales de Navidad de 2018 con el actor Jake Wood, de 2019 con el presentador Richard Arnold, de 2021 con el presentador Jay Blades y de 2022 con el presentador Rickie Haywood-Williams. También participó en los especiales de Children in Need de 2018 junto al cantante Shane Lynch de la banda Boyzone, con quien ganó, y de 2019 con el actor Ricky Champ.
| Temporada | Pareja          | Puesto | Promedio |
| --------- | --------------- | ------ | -------- |
| 17        | James Cracknell | 15.º   | 12.00    |
| 18        | Jason Bell      | 11.º   | 20.44    |
| 21        | Adam Thomas     | 9.º    | 27.29    |
| 22        | Nick Knowles    | 13.º   | 20.00    |

- Temporada 17 con James Cracknell

| Semana | Baile / Canción       | Puntajes de los jueces | Puntajes de los jueces | Puntajes de los jueces | Puntajes de los jueces | Resultado       |
| Semana | Baile / Canción       | C. R.                  | M. M.                  | S. B.                  | B. T.                  | Resultado       |
| ------ | --------------------- | ---------------------- | ---------------------- | ---------------------- | ---------------------- | --------------- |
| 1      | Tango / «Gold»        | 2                      | 3                      | 3                      | 3                      | Sin eliminación |
| 2      | Jive / «Tutti Frutti» | 3                      | 3                      | 3                      | 4                      | Eliminados      |

- Temporada 18 con Jason Bell

| Semana | Baile / Canción               | Puntajes de los jueces | Puntajes de los jueces | Puntajes de los jueces | Resultado       |
| Semana | Baile / Canción               | C. R.                  | S. B.                  | M. M.                  | Resultado       |
| ------ | ----------------------------- | ---------------------- | ---------------------- | ---------------------- | --------------- |
| 1      | American smooth / «My Girl»   | 4                      | 6                      | 6                      | Sin eliminación |
| 2      | Salsa / «Get Lucky»           | 6                      | 6                      | 6                      | Salvados        |
| 3      | Pasodoble / «Star Wars Theme» | 3                      | 4                      | 5                      | Eliminados      |

- Temporada 21 con Adam Thomas

| Semana | Baile / Canción                       | Puntajes de los jueces | Puntajes de los jueces | Puntajes de los jueces | Puntajes de los jueces | Resultado       |
| Semana | Baile / Canción                       | C. R.                  | M. M.                  | S. B.                  | A. D.                  | Resultado       |
| ------ | ------------------------------------- | ---------------------- | ---------------------- | ---------------------- | ---------------------- | --------------- |
| 1      | Chachachá / «Waffle House»            | 4                      | 5                      | 5                      | 5                      | Sin eliminación |
| 2      | Tango / «Somebody Told Me»            | 5                      | 6                      | 5                      | 7                      | Salvados        |
| 3      | Jive / «Take on Me»                   | 5                      | 7                      | 7                      | 7                      | Salvados        |
| 4      | Vals / «I Wonder Why»                 | 8                      | 8                      | 8                      | 8                      | Salvados        |
| 5      | Urbano / «Popurrí de Backstreet Boys» | 7                      | 8                      | 8                      | 9                      | Salvados        |
| 6      | American smooth / «Magic Moments»     | 7                      | 9                      | 8                      | 8                      | Dos últimos     |
| 7      | Rumba / «Dancing on My Own»           | 6                      | 7                      | 7                      | 7                      | Eliminados      |

- Temporada 22 con Nick Knowles

| Semana                                                                       | Baile / Canción                 | Puntajes de los jueces | Puntajes de los jueces | Puntajes de los jueces | Puntajes de los jueces | Resultado       |
| Semana                                                                       | Baile / Canción                 | C. R.                  | M. M.                  | S. B.                  | A. D.                  | Resultado       |
| ---------------------------------------------------------------------------- | ------------------------------- | ---------------------- | ---------------------- | ---------------------- | ---------------------- | --------------- |
| 1                                                                            | Jive / «We Built This City»     | 3                      | 5                      | 5                      | 5                      | Sin eliminación |
| 2                                                                            | American smooth / «Parklife»    | 5                      | 5                      | 5                      | 6                      | Salvados        |
| 3                                                                            | Charlestón / «Rain on the Roof» | —                      | —                      | —                      | —                      | Exención1       |
| 4                                                                            | Charlestón / «Rain on the Roof» | 4                      | 6                      | 5                      | 6                      | Eliminados      |
| 1Debido a que Knowles sufrió una lesión, se le dio a la pareja una exención. |                                 |                        |                        |                        |                        |                 |

### Otros proyectos
En 2017, Mushtuk formó parte de la gira de baile Dance is Life de su compañero Giovanni Pernice, la cual incluyó 32 fechas en Inglaterra, Escocia y Gales entre abril y julio. En 2018, Pernice anunció que su gira volvería en 2019.
Participó en la gira nacional Strictly Come Dancing Live! de 2019 a 2023 como parte del cuerpo de baile profesional para números grupales de baile.

## Vida personal
El 20 de noviembre de 2023 anunció en Instagram que se había convertido en ciudadana británica.